# 韋利·雲達加賀夫
韋希姆斯·安東尼奧斯·「韋利」·雲達加賀夫（荷蘭語：Wilhelmus Antonius (Willy) van de Kerkhof，荷蘭語發音：[ʋɪlˈɦɛlmʏs ɑnˈtoːnijəs ˈʋɪli vɑn də ˈkɛr(ə)kɦɔf]；1951年09月16日—），荷蘭足球運動員，司職中場，曾效力荷蘭班霸球會PSV燕豪芬及特温特。
韋利·加賀夫和他的孿生兄弟連尼·雲達加賀夫皆是荷蘭國家隊成員，出席1974年世界杯決賽，1978年的決賽成為球隊關鍵的球員。總體而言，韋利上陣了63次，攻入5球。和他兄弟不同的是，他自從加入PSV之後長期待在該隊，直到1987-88球季協助PSV獲得隊史第一次歐冠後退休，雖然他在歐冠決賽並沒有上場。
2004年3月，他進入比利所選125名最偉大的在世足球運動員名單之內。